# Église Viva Suisse
L'Église Viva Suisse (allemand : Viva Kirche Schweiz) est une association chrétienne évangélique d'églises non confessionnelles en Suisse. Elle est membre du Réseau évangélique suisse. Son siège est à Bettingen.

## Histoire

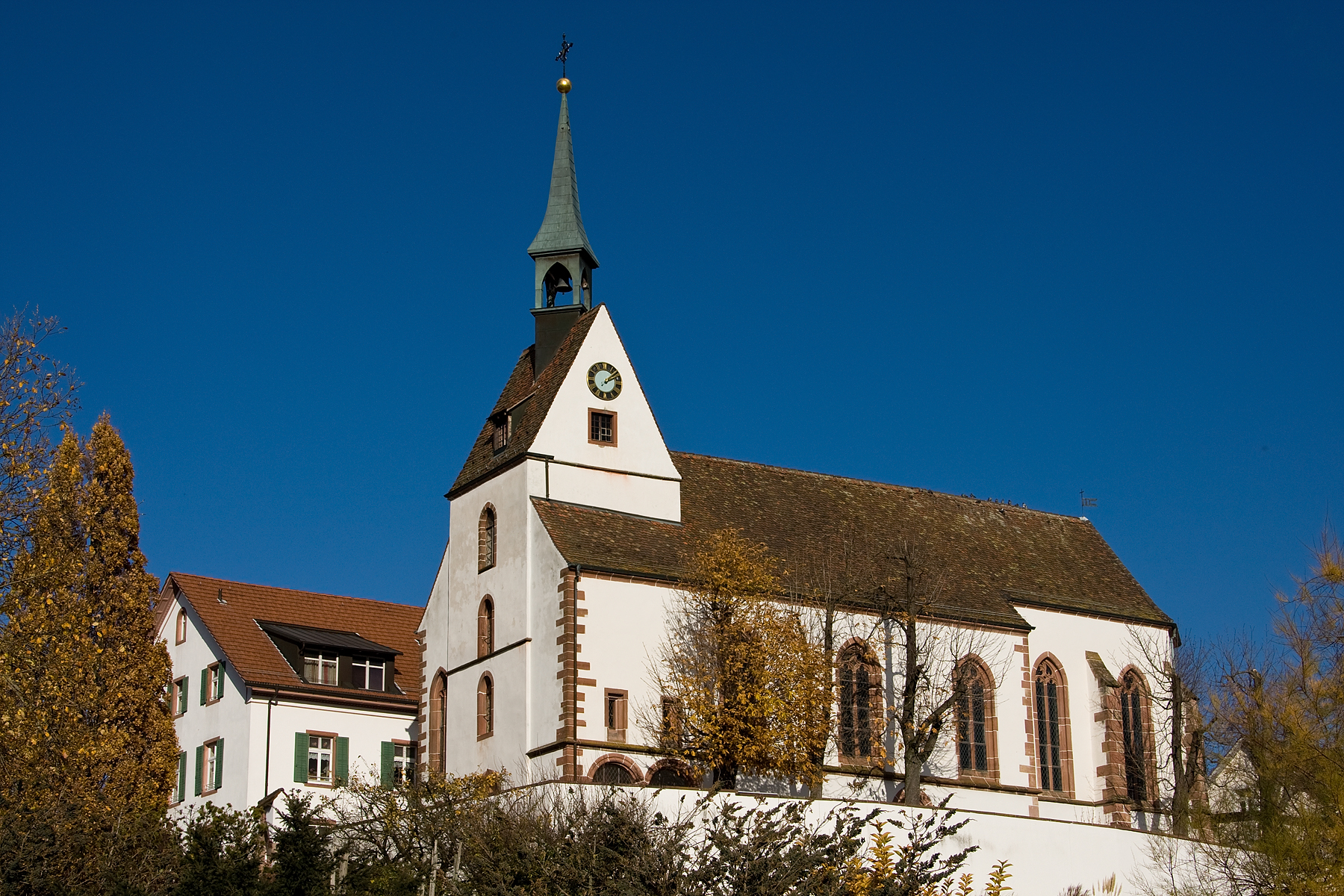
Église du Séminaire théologique St. Chrischona.

L’union a ses origines dans la fondation du Séminaire théologique St. Chrischona (Theologisches Seminar St. Chrischona - TSC), qui avait pour but de former des croyants voulant servir comme missionnaires, le 8 mars 1840 à St-Chrischona (Bettingen), près de Bâle, par Christian Friedrich Spittler, secrétaire de la Mission de Bâle ,,. En 1868, l’évangéliste Carl Heinrich prend la direction de la mission après la mort de son fondateur en 1867. En Suisse, la première église est fondée à Bettingen en 1869. D’autres missions seront établies en Allemagne, en France, en Afrique du Sud et au Chili. En 1895, la Mission est devenue une association d’églises . La communauté a fondé la maison d'édition Brunnen Verlag en 1919, qu’elle a vendue en 2017. Dans les années 1950, la confession a adopté les croyances de l’Église de professants .
En Suisse, pour 2011, les membres de l'Église de Chrischona représentent 13 % des croyants évangéliques.
En 2018, les réseaux nationaux d’églises Chrischona en Allemagne et en Afrique du Sud, sont devenus indépendants .
En mai 2022, l’Église a pris le nom d’Église Viva Suisse .
Selon un recensement de la confession publié en 2023, elle aurait 90 églises .

## Croyances
L’union a une confession de foi évangélique basée sur les croyances de l’Église de professants, dont la nouvelle naissance. Elle est membre du Réseau évangélique suisse en Suisse romande et de l'Association des Églises libres et communautés évangéliques en Suisse alémanique (Verband evangelischer Freikirchen und Gemeinden in der Schweiz).